# Geschichte des Bremer Deichwesens

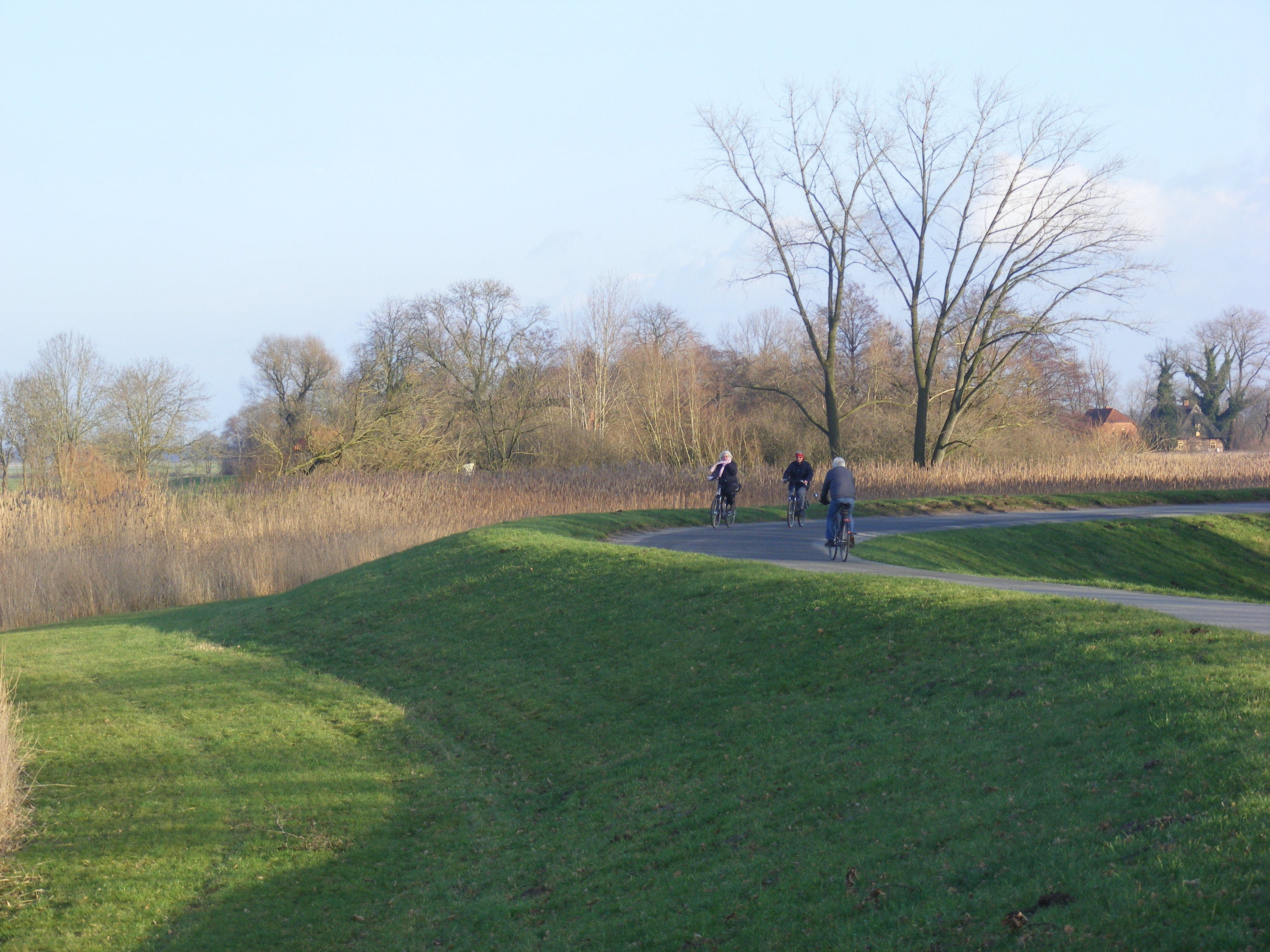
Wümmedeich, Niederblockland

Das Bremer Deichwesen umfasst die Deiche an der Weser und ihren Nebenflüssen. Weite Teile Bremens (ca. 85 % des Stadtgebietes) liegen unter dem mittleren Tidehochwasserstand und sind damit hochwasser- und sturmflutgefährdet. Die bereits im Mittelalter begonnene Eindeichung und Instandhaltung obliegt heute dem Bremischen Deichverband am rechten Weserufer und dem Bremischen Deichverband am linken Weserufer.

## Geschichte

### Die Anfänge

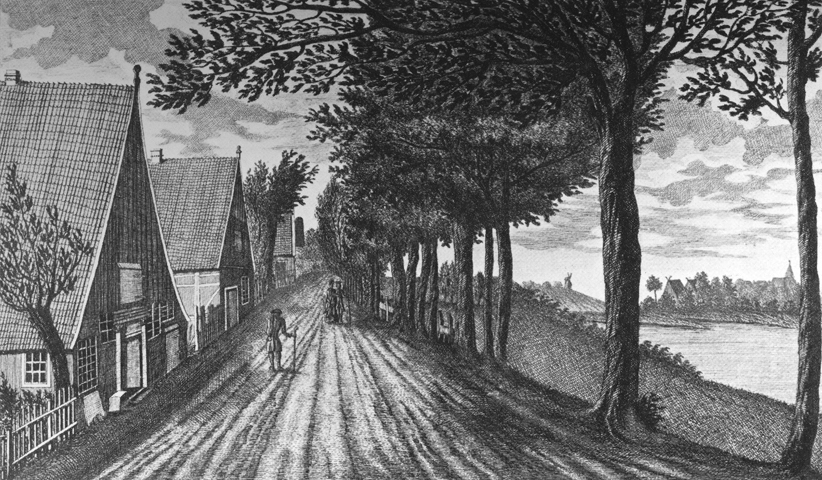
Der Eisenradsdeich im Jahr 1781

Im 11. Jahrhundert wurde in den Marschen um Bremen mit dem Bau von Weserdeichen begonnen, eine planmäßige Eindeichung erfolgte aber wahrscheinlich erst in der zweiten Hälfte des 12. Jahrhunderts. Der bis dahin einzige Schutz der Häuser und Siedlungen gegen Hochwasser war ihre Errichtung auf Wurten (Warften) – aufgeschütteten Erdhügel –, die aber weiterhin ihre Bedeutung behielten und ständig erhöht wurden, weil die Deiche bei extremem Hochwasser keinen ausreichenden Schutz boten und die winterliche Überschwemmung der Ackerflächen wegen der düngenden Wirkung sogar erwünscht war.
Deiche entstanden sowohl an der Weser, als auch an ihren Nebenflüssen Ochtum, Lesum und Wümme. Deren Bau und Unterhaltung waren nur in Gemeinschaft von Dörfern und Deichverbänden zu leisten, die sich dazu selbstgesetzten oder von der Obrigkeit verordneten Regeln unterwarfen: „Wer nich will dieken, mut wieken“ (‚Wer nicht will deichen, muss weichen‘). Es wird auch von harten Sitten bei der Durchsetzung dieser Forderung berichtet: Wer das Geld für die Reparatur des Deiches nicht aufbringen konnte, musste Haus und Hof verlassen. Der Deichgraf steckte einen Spaten in den Deich. Der Bauer, der ihn herauszog, übernahm das enteignete Anwesen zugleich mit der Pflicht, den Deich zu reparieren.
Der erste in Bremen urkundlich erwähnte Bau eines Deiches datiert aus dem Jahr 1374, er trug bis ins 19. Jahrhundert den Namen „Der alte Deich“.

### Organisierung in Verbänden

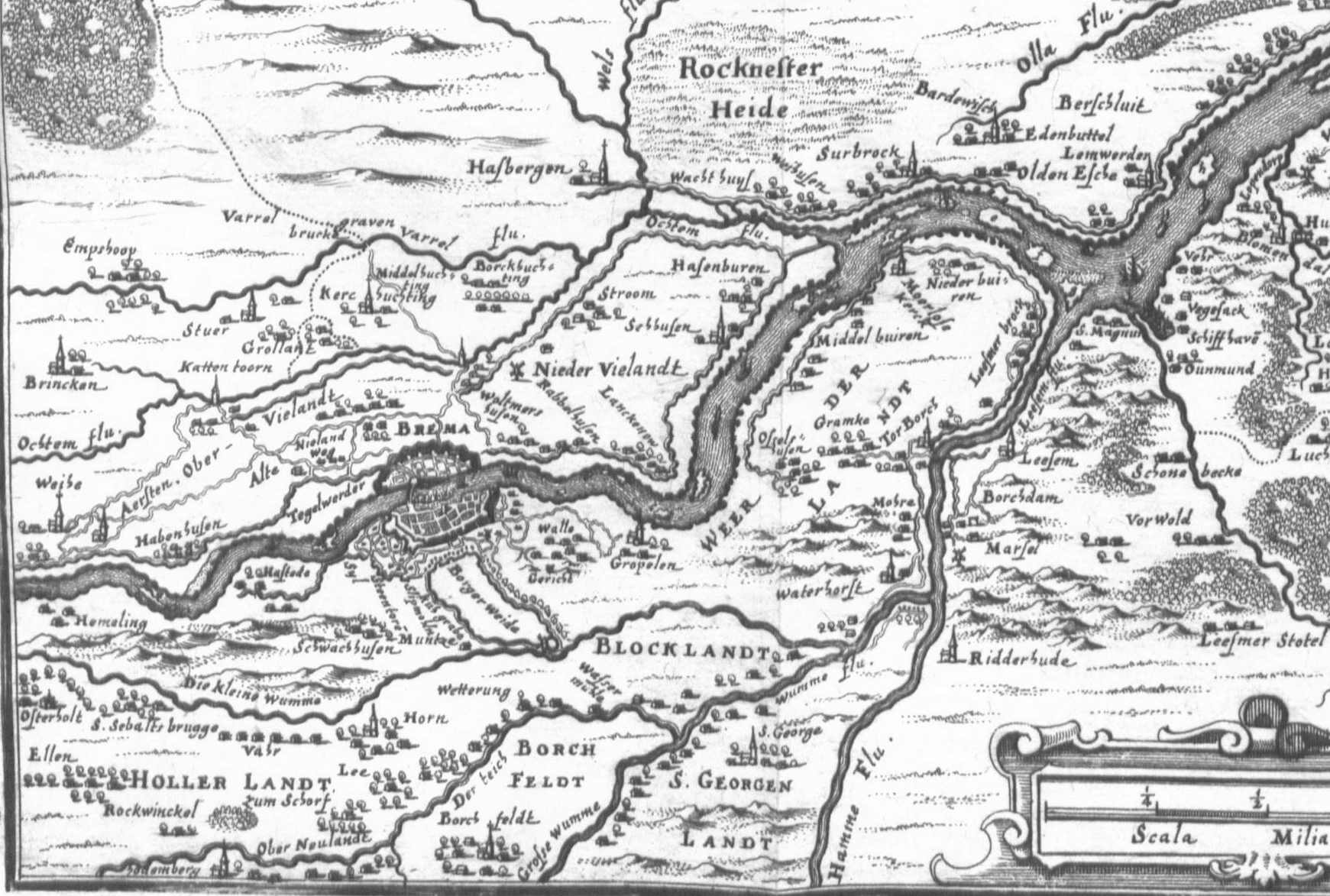
Bremen um 1648 mit Deichen an Weser, Ochtum und Lesum. (Norden rechts unten)

1433 entstand der wichtige Deichverband der vier Lande. In seine Zuständigkeit fielen der Lehester Deich, die Wümmedeiche flussabwärts bis Burg, der Eisenradsdeich (später ein Teil des Osterdeichs) und weitere Deichstrecken oberhalb der Stadt. Andere Deichverbände gab es in den Gohen Vieland, Werder- und Hollerland, sowie im Ober- und Niederblockland.
Vom Domkapitel sowie dem Bürgermeister und dem Bremer Rat wurde 1449 das Diek-Recht in den Bremischen veer Goden erlassen, ein Vertrag über Regelungen und Verfahren für Deichgräfen und Geschworene. Damit stand an der Spitze eines Deichverbandes ein Deichgräfe aus dem Rat, der durch die Landleute gewählt wurde.
Im Jahr 1473 wurde eine allgemeine Deichordnung festgeschrieben, die unter anderem besagte:
„Jeder Besitzer eines Grundstücks hinter dem Deich ist dienstpflichtig und hat durch Hand- wie Spanndienste sowie Geldbeiträge an den Deichen mitzuarbeiten. Jeder, der am Deich arbeitet, muss sich eines ehrbaren Wandels befleißigen. Es darf niemand, solange am Deich gearbeitet wird, fluchen oder lästerliche Reden führen. Den Deichpflichten kann sich niemand entziehen.“
Bis 1598 war der Gohgräfe des Vielandes zugleich auch Deichgräfe, danach gab es zwei Gohe, das Ober- und Niedervieland, mit je einem Goh- und Deichgräfen. Die einzelnen Deichabschnitte waren den Bauernschaften zugeteilt, wobei jeder Landmann eine Deichstrecke zugewiesen bekam, die er zu unterhalten hatte; er haftete mit Haus und Hof für das Schließen von Deichbrüchen. Bei größeren Schäden sprang der Deichverband ein.

### Neuzeit

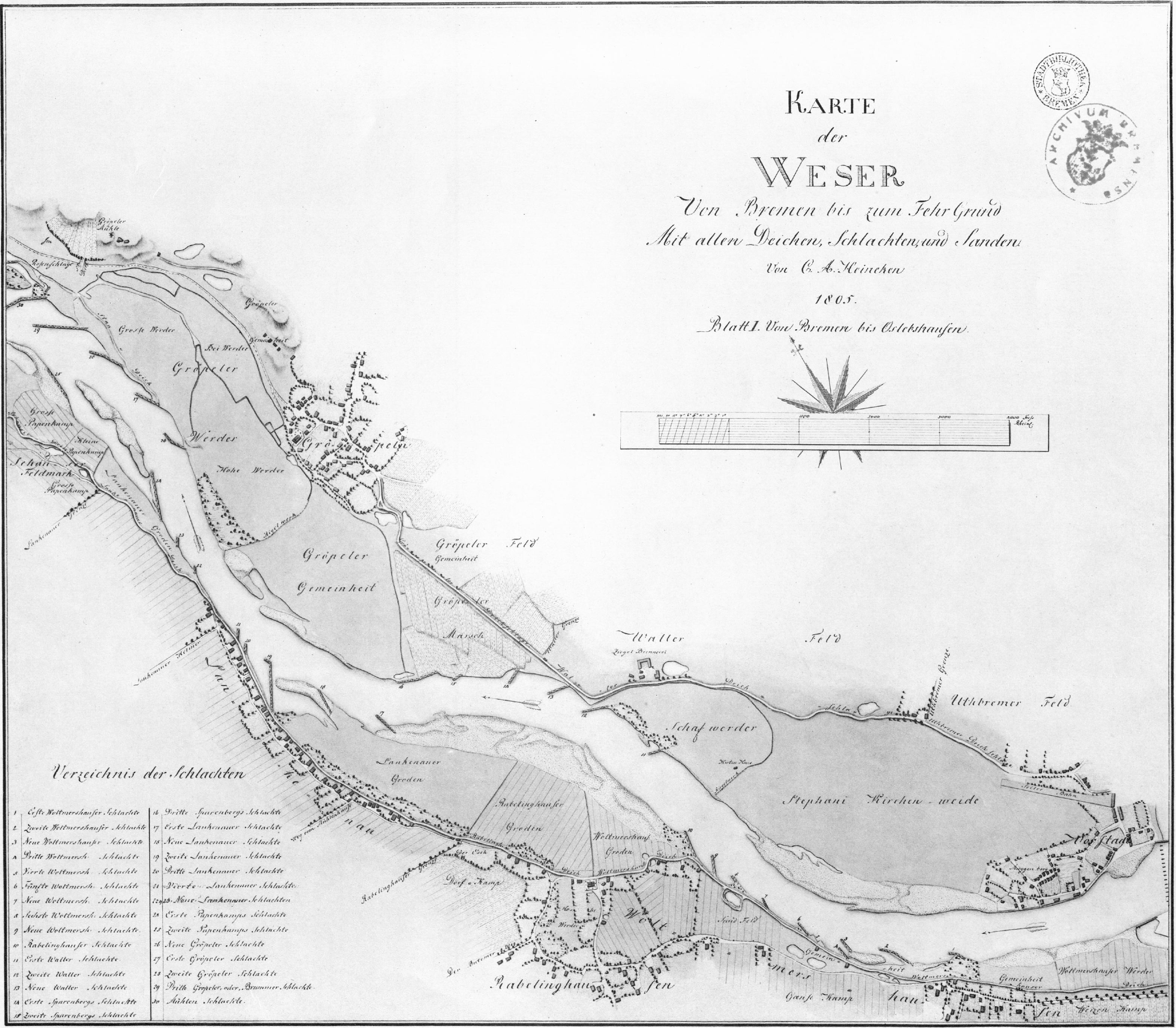
Weserdeiche vom Stadtgraben bis Oslebshausen 1805

Am 8. Februar 1850 wurde mit dem Erlass der neuen Deichordnung – dem ersten Deichgesetz im modernen Sinne – für die linke und die rechte Weserseite je ein Deichverband gebildet. Jeder wurde von einem Senator und einem Bauinspektor geleitet, die Deichgeschworenen und Achtsmänner wurden aus den einzelnen Dörfern delegiert. Neben den beiden großen Deichverbänden gab weiterhin auch kleinere, wie den Lehester Deichverband.
In den Jahren 1876 bis 1878 wurden die beiden Deichverbände in je zwei Verbände aufgeteilt, für die ein Kommunioneindeichen angeordnet wurde. Die vier so entstandenen Verbände waren:
- Der Deichverband am rechten Weserufer (zuständig für die durch Weser-, Lesum- und Wümmedeiche geschützten Grundstücke der Vorstadt und der Landgebiete)

- Der Deichverband für das Werderland (zuständig für das Gebiet von den Oslebshauser Dünen bis Burg)

- Der Deichverband der Neustadt und des Obervielands (zuständig für das Gebiet von Arsten bis Woltmershausen)

- Der Deichverband für das Niedervieland (zuständig für das Gebiet von Woltmershausen bis Hasenbüren)

Jeder dieser Deichverbände hatte einen Deichhauptmann, einen Deichinspektor, einen Deichrentmeister (Rechnungsführer) und Deichgeschworene, die von den einzelnen Dörfern delegiert wurden. Warf-Butendiek bildete einen eigenen Deichverband mit einem Deichgräfen.

### 20. Jahrhundert
Im Jahr 1937 entstand aus der Vereinigung von 27 selbstständigen Verbänden der Bremische Deichverband am rechten Weserufer. Ihm schlossen sich 2004 die Verbände Warf-Butendiek und Verenmoor an.
1947 wurde der Bremische Deichverband am linken Weserufer gegründet. In ihm fusionierten die bis dahin selbstständigen Deichverbände der Neustadt, Obervielands, Niedervielands und Huchtings sowie weitere 23 Stau- und Wasserverbände.
In den 1990er Jahren wurden weitere Aufgaben des Deich- und Hochwasserschutzes, die bis dahin vom Wasserwirtschaftsamt Bremen wahrgenommen worden waren, auf die Deichverbände übertragen.

## Gefahr durch Hochwasser

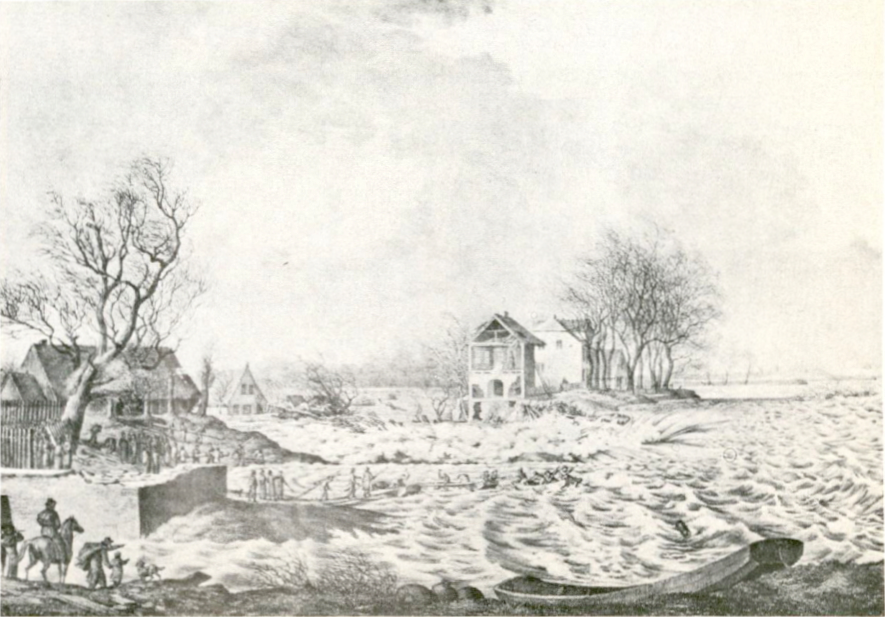
Gottfried Menken: Deichbruch am Eisenradsdeich 1827

Bereits bei der Besiedelung des Bremer Raumes waren sich die Menschen der Gefahr durch Hochwasser bewusst, gründeten die Stadt deshalb auf der 26 km langen Düne, die die beiden Geestflächen bei Lesum im Nordwesten und Achim im Südosten verband. Dort, wo heute das Zentrum der Stadt liegt, führte sie nahe an das Ufer der Weser, so dass eine Überquerung mittels Fähre oder Furt möglich gewesen sein muss.
Von Hochwasser verschont blieben wohl der Bremer Dom, der an der höchsten Stelle der Düne gebaut wurde, und die ihn umgebende Altstadt. Zu häufigen Überschwemmungen kam es in der 1229 auf der Balgeinsel errichteten Martini-Kirche, die auch durch den Bau einer Wehrmauer 1371 und mehrfache Erhöhung des Fußbodens in der Kirche nicht verhindert werden konnten. Das spiegelt sich auch in einem alten Reim wider: „Sunt Marten – wo de Wind döer weit; wo’t Water döer geiht“ (Sankt Martin – wo der Wind durch weht; wo das Wasser durch geht). Das gleiche Schicksal teilte die Johanniskirche im Schnoor bei der 1823 der Fußboden in der Kirche um drei Meter erhöht wurde.
Das katastrophale Hochwasser von 1881 bewies wieder einmal, wie gefährlich der gewundene Lauf der Weser und die Sandbänke den Abfluss des Wassers behinderten, und unterstützte den Plan des Bremer Oberbaudirektors Ludwig Franzius zur Begradigung der Unterweser zwischen den Häfen in Bremen und Bremerhaven, um damit eine höhere Fließgeschwindigkeit zu erreichen. Die Korrektion war notwendig geworden, weil die Bremer Häfen durch die ständig zunehmende Versandung der Weser für große Seeschiffe unerreichbar geworden waren.
Hundert Jahre später, im März 1981, kam es durch den Weserdurchbruch vor Habenhausen zu einer der schwersten Überschwemmungen der Neuzeit im Land Bremen. Schneeschmelze in den Mittelgebirgen und tagelang anhaltende Regenfälle im Raum Hameln führten in Verbindung mit einem defekten Wehrkörper des Bremer Weserwehrs zu steigenden Wasserstandswerten, die schließlich den Deichbruch verursachten.

## Herausforderungen der Zukunft
In der Broschüre Hochwasserschutz im Land Bremen berichtet der Senat in Zusammenarbeit mit den Deichverbänden „zur Hochwasserschutzsituation im Land Bremen und Folgerungen anläßlich der Flutkatastrophe an der Elbe im August 2002“. Darin heißt es: „Die ‚Leitlinien für einen zukunftsweisenden Hochwasserschutz‘ aus dem Jahr 1995 sollen danach unter Berücksichtigung der Erfahrungen der Sommerhochwasser 2002 fachlich überprüft und ggf. angepasst werden. Flussgebietsbezogen sollen bis Ende 2003 Hochwasserschutzaktionspläne ausgearbeitet werden, die verbindliche Maßnahmen für Hochwasservorsorge und Hochwasserschutz enthalten.“ Einzelne gebietsbezogene Hochwasserschutzpläne und ein Generalplan Küstenschutz Niedersachsen/Bremen (2007) wurden danach vorgelegt.
Nach der jüngsten Studie des Weltklimarates (IPCC) steigt der Meeresspiegel in den nächsten 100 Jahren schneller als bisher angenommen. Statt der für Bremen bisher für erforderlich gehaltenen Deicherhöhung von 25 cm peilt der Deichverband nach Aussage seines Deichhauptmanns jetzt die Marke von einem Meter an, mit der Vorsorge für mögliche weitere Erhöhungen. Zu dem finanziellen Aufwand – die Mittel dafür sollen vom Bund und dem Land aufgebracht werden – kommen die technischen Herausforderungen einer Deicherhöhung im Stadtbereich. Die historische 400 Jahre alte Sandsteinmauer an der Schlachte erreicht 7,20 m über NN, benötigt werden hier acht Meter und auch im Bereich des Neustädter Hafens, wo der Deich dem Fluss die Breitseite bietet, sind besondere Vorkehrungen erforderlich.
Durch den jahrzehntelangen Ausbau der Weser braucht eine Flutwelle in der Rinne bis Bremen zwei Stunden. Die geplante zusätzliche Vertiefung der Außenweser könnte diese Zeit noch verkürzen. Bei einer starken Sturmflut fließt die Hochwasserwelle mit 40 bis 45 km/h in die Weser und könnte die Zeit, um Vorkehrungen zu treffen und die Fluttore zu schließen, auf 90 Minuten verkürzen.